# 2012年夏季奧林匹克運動會土耳其代表團
2012年夏季奧林匹克運動會土耳其代表團參加2012年7月27日至8月12日在英國倫敦舉行的第三十屆夏季奧林匹克運動會。該國在該屆奧運原本獲得2枚金牌、2枚銀牌和1枚銅牌，然而賽後該國有兩名獎牌得主因藥檢不過關而被取消成績，該國的獎牌數減至1枚金牌、1枚銀牌和1枚銅牌。